# Islamic Republic of Iran Shipping Lines

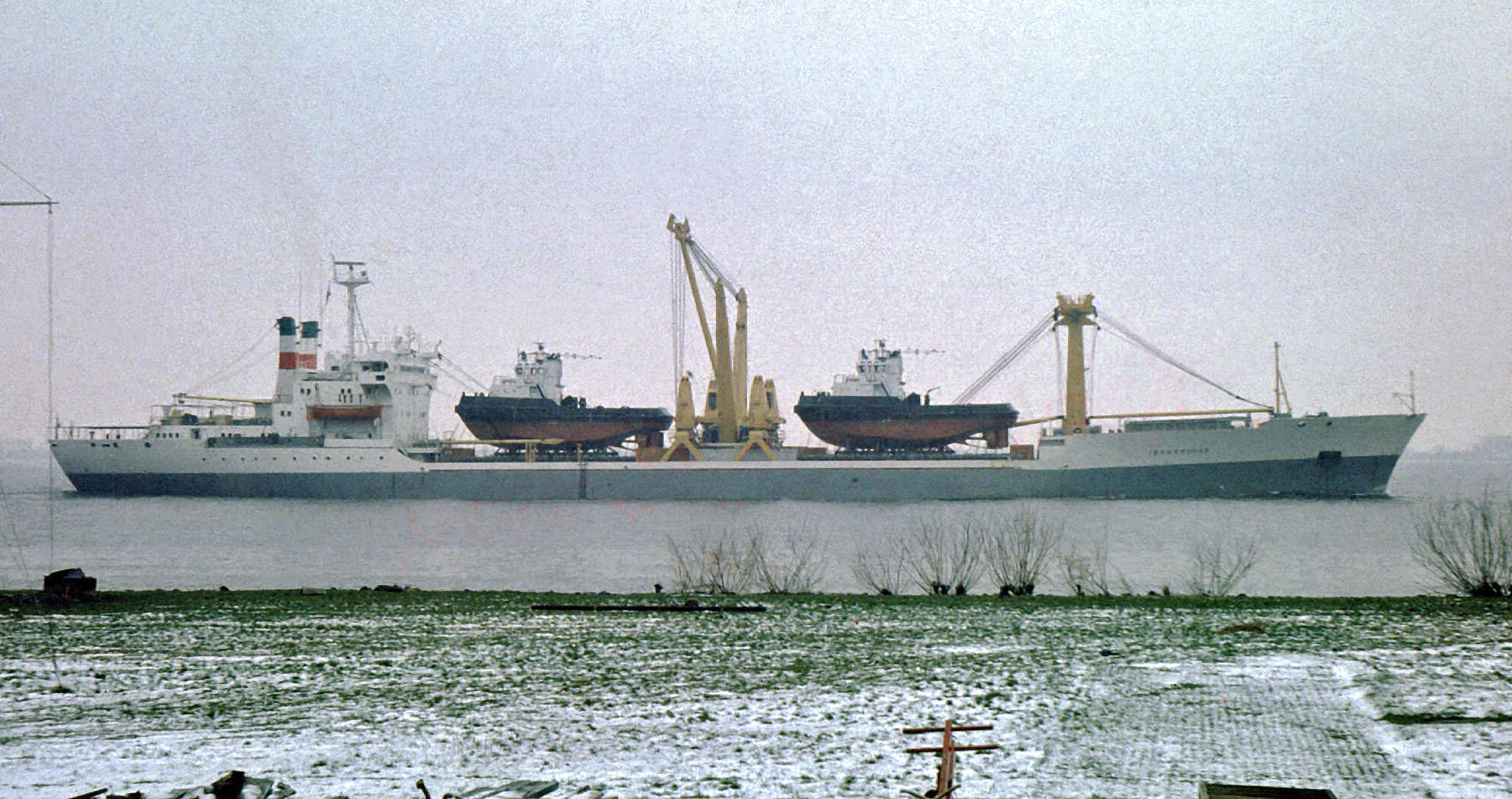
Iran Ershad 1983 in Hamburg

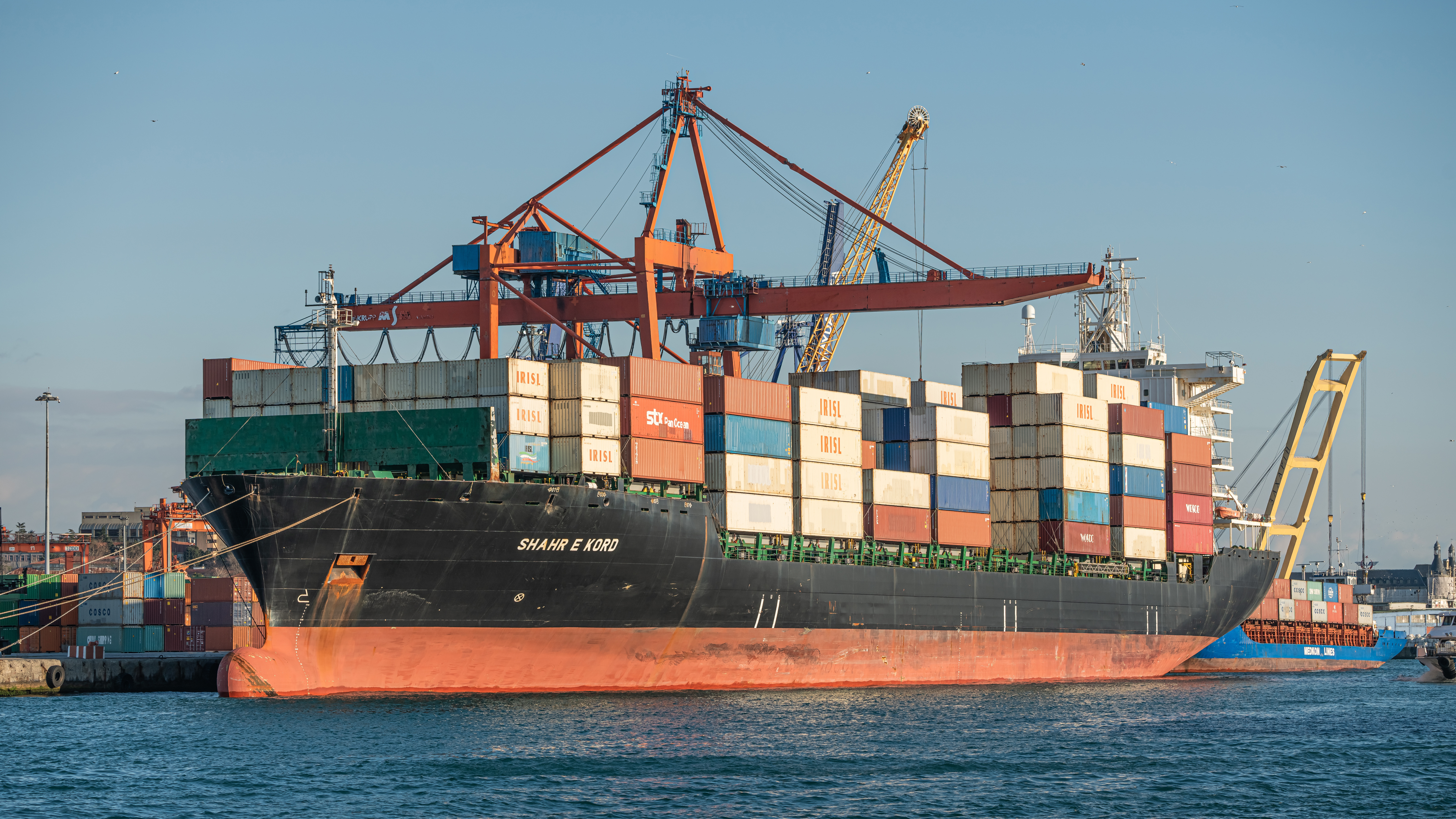
IRISL Containerschiff Shahr-E-Kord im Hafen von Istambul

Die Islamic Republic of Iran Shipping Lines (IRISL) ist die Staatsreederei des Iran. Ihre Flotte umfasst 170 Seeschiffe (April 2015), wenn auch die Schiffe diverser Tochtergesellschaften (Khazar Shipping, Valfajr u. a.) mitgezählt werden. Für die IRISL arbeiten 6000 Seeleute.

## Geschichte
Angesichts steigender Importe in den Iran seit Anfang der 1960er Jahre, wurde im August 1967 die erste nationale Reederei gegründet, die Aria Shipping Line. Aria Shipping begann mit zwei kleinen Schiffen für regionale Dienste und vier Seeschiffen (Aria Sep, Aria Far, Aria Naz und Aria Gaam). Ende 1978 waren es bereits 42 Schiffe mit einer Gesamtkapazität von 525.000 DWT.
Nach der Islamischen Revolution und den daraus resultierenden politischen Änderungen wurde die Aria Shipping am 5. Januar 1979 in Islamic Republic of Iran Shipping Lines (IRISL) umbenannt und dem Wirtschaftsministerium zugeordnet. Der Sitz des Öffentlichen Unternehmens ist in Teheran.
Während des Ersten Golfkriegs wurden einige Schiffe (darunter Aria Boom, Aria Jahan, Aria Shaad, Aria Omid) Totalverluste wegen Raketenangriffen. Dies führte zu einer wirtschaftlich schwierigen Situation für die IRISL. Ab dann wurden alle Schiffe nach Märtyrern und Städten benannt, jeweils mit vorangestelltem „Iran“.

## Flotte
| Typ                      | Anzahl | Kapazität DWT | Kapazität TEU |
| ------------------------ | ------ | ------------- | ------------- |
| Massengutfrachter        | 57     | 2.853.649     | -             |
| Containerschiffe         | 38     | 953.058       | 73.742        |
| Allgemeine Frachtschiffe | 9      | 133.231       | 2.935         |
| Mehrzweckschiffe         | 18     | 349.086       | 8.127         |
| Tanker                   | 48     | 50.180.650    | -             |
| Gesamt:                  | 170    | 54.369.674    | 3.384.000     |